# APF TV Fun
L'APF TV Fun è una console che implementa uno dei primi cloni di PONG.
La macchina è stata venduta dalla APF Electronics Inc. nel Regno Unito nel 1976 e costruita in Giappone. APF TV Fun, come molte altre console simil-Pong, è costruito a partire dal chip AY-3-8500 della Società General Instruments, che si occupa sia della grafica che del sonoro dei giochi. Il sonoro viene riprodotto dall'altoparlante incorporato all'interno della console.  L'alimentazione può essere ottenuta o da sei pile da 1,5 volt o da un trasformatore da 9 volt. Nella maggior parte dei modelli esistenti vi erano due controller di tipo paddle inclusi nel corpo della macchina.
Nella parte superiore della console vi sono gli interruttori (la scelta è tra "Professional" e "Amateur") per i seguenti settaggi: angolo, dimensioni del giocatore e velocità della palla. Ci sono anche due bottoni - Power e Start Game, e una rotella per selezionare tra i giochi presenti sulla console. Il nome della console fu dato assegnato da Stuart Lipper, un ragazzo di 11 anni figlio del CFO e nipote del presidente: per il suo impegno fu pagato un dollaro.
Il TV Fun è il primo esperimento della APF nel settore dei videogiochi. APF produceva calcolatrici e altri piccoli dispositivi elettronici e il TV Fun era il suo primo progetto di un certo respiro. Questa console ebbe un successo limitato, ma apri la strada alla APF Imagination Machine, una console che pochi anni dopo ebbe un buon successo. Il TV Fun permetteva di giocare ad un diverso numero di giochi presenti sull'AY-3-8500 a seconda del modello. Alcuni modelli avevano anche una pistola ottica che permetteva di giocare ai giochi di mira.

## Versioni

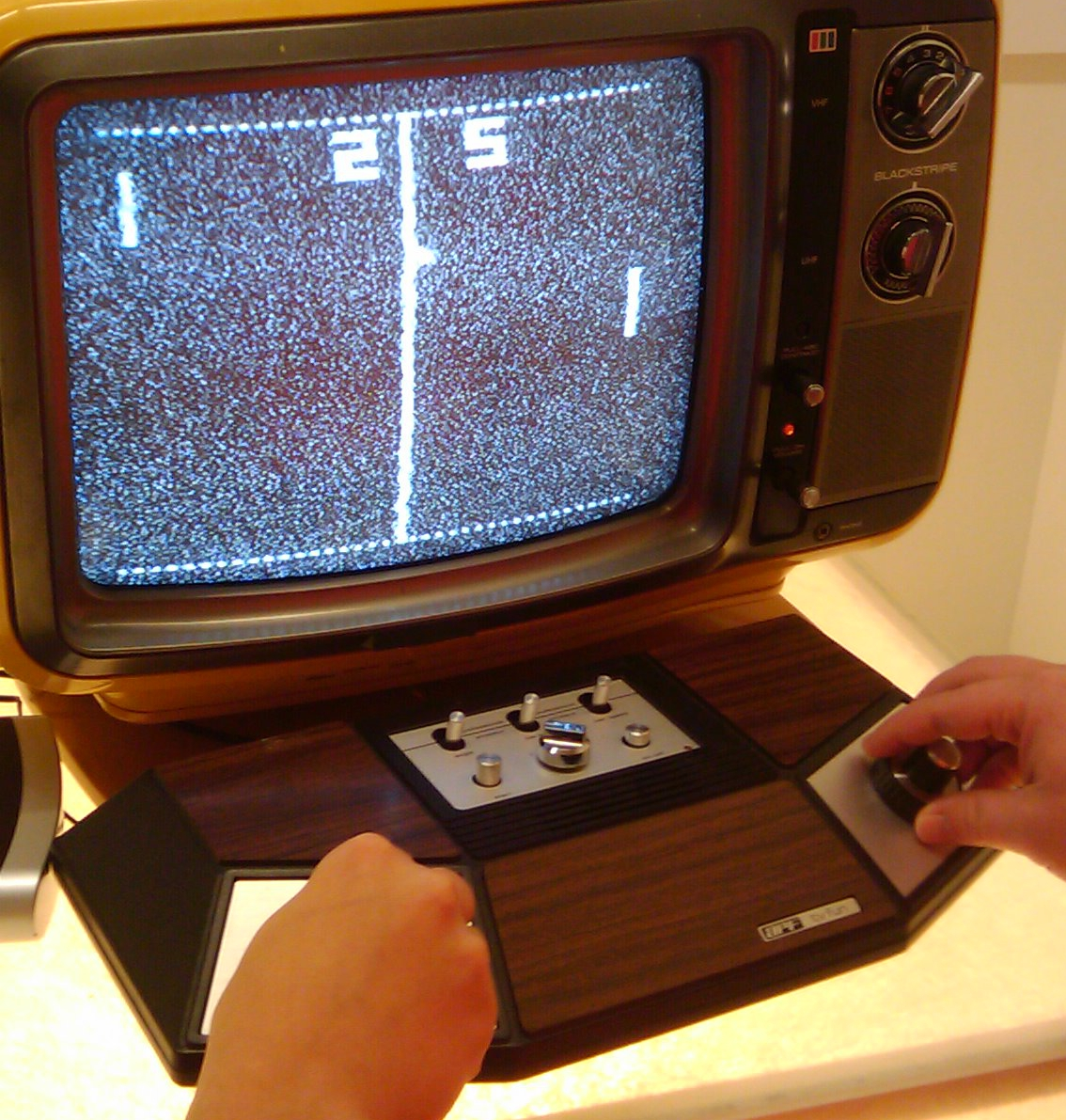
Modello con i due paddle incorporati (come per esempio la 401)

| Titolo                | Giochi simil-Pong                  | Giochi di tiro (con pistola ottica) | Chip         | Giocatori | Anno      | Caratteristiche |
| --------------------- | ---------------------------------- | ----------------------------------- | ------------ | --------- | --------- | --- |
| Model 401             | Pallamano, squash, tennis, hockey  | -                                   | AY-3-8500    | 2         | 1976      | |
| Model 401A            | Pallamano, squash, tennis, hockey  | -                                   | AY-3-8500    | 2         | 1976      | |
| Model 401T            | Baseball, squash, tennis, calcetto | -                                   | AY-3-8500    | 2         |           | |
| Model 402             | Pallamano, tennis, hockey          | Tiro al bersaglio, skeet            | MPS-7600-001 | 4         |           | |
| Model 402 Sportsarama | Pallamano, tennis, hockey          | Tiro al bersaglio, skeet            | MPS-7600-001 | 4         |           | |
| Model 405 (APF Match) | Pallamano, tennis, calcio, hockey  | -                                   | AY-3-8500    | 2         | 1977      | Console rettangolare. I paddle sono incastonati nel corpo della console ma sono anche removibili. Venduta anche come Match SD-01c bianca con pannello in simil legno e come Sears Tele-Games Hockey-Tennis III |
| Model 406 (APF Match) | Pallamano, tennis, calcio, hockey  | -                                   | AY-3-8500    | 2         | 1977      | Console rettangolare. I paddle sono incastonati nel corpo della console ma sono anche removibili. Venduta anche come Match SD-01c bianca con pannello in simil legno e come Sears Tele-Games Hockey-Tennis III |
| Model 442             |                                    |                                     | TMS-1955     | 2         |           | Due paddle indipendenti separati dal corpo della console |
| Model 444             |                                    |                                     | ?            | 4         |           | |
| Model 500             |                                    |                                     | ?            | ?         | Prototipo | |